# 今渡ダム

1919年（大正8年）から1939年（昭和14年）にかけて存在した大同電力による木曽川水力発電事業の経緯と発電所位置図

今渡ダム（いまわたりダム）は、岐阜県美濃加茂市と可児市に跨る、木曽川本川に建設されたダムである。
関西電力株式会社の水力発電専用ダムで、同社の今渡発電所（いまわたりはつでんしょ、可児市川合）と美濃川合発電所（みのかわいはつでんしょ、美濃加茂市川合町）に送水して発電する。

## 概要
今渡ダムは、木曽川とその支流飛騨川との合流点直下に位置する重力式コンクリートダムである。高さ（堤高）は34.3メートル、幅（堤頂長）は308.0メートル。ダムとしては木曽川最下流にあり、上流での水力発電によって変化した河川流量を自然の状態に戻して下流へ放流する逆調整の機能を担う。
完成は1939年（昭和14年）。電力会社管理ダムであり、建設時は木曽川開発を手掛けた大同電力と飛騨川開発を手掛けた東邦電力が共同出資する、愛岐水力株式会社という電力会社が管理した。その後日本発送電株式会社を経て、現在は関西電力株式会社が管理している。ダムに付設された発電所は当初から存在する今渡発電所と1995年（平成7年）に追加された美濃川合発電所があり、それぞれ最大2万キロワット・2万3400キロワットを発電する。

## ダム建設の経緯

### 木曽川開発と用水問題の発生

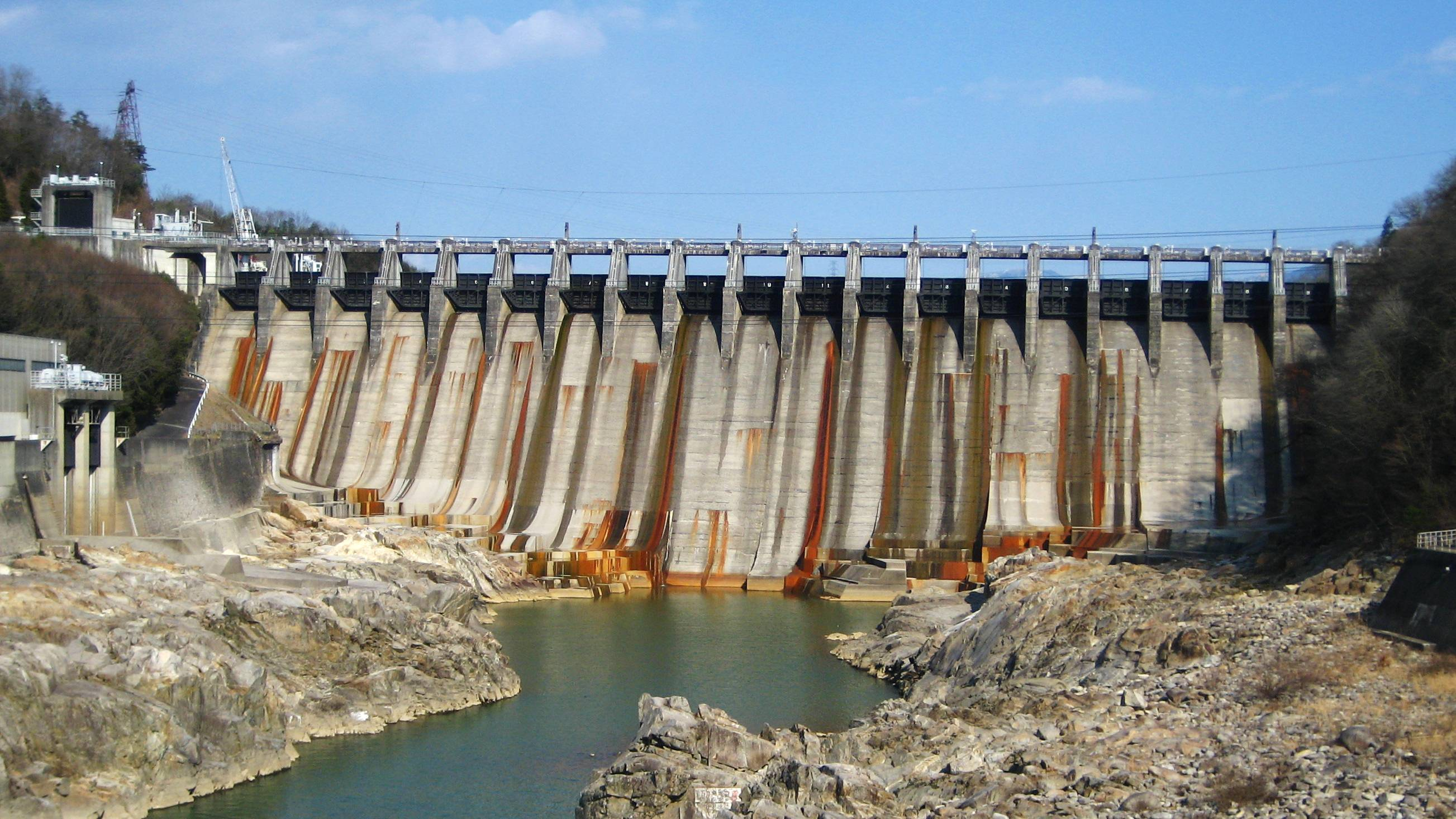
木曽川上流に建設された大井ダム

中部地方を流れる木曽川では、明治の末期から水力発電所の建設が始められた。まず名古屋電灯の手により1911年（明治44年）に八百津発電所が完成。1919年（大正8年）には名古屋電灯から分かれた木曽電気製鉄により上流側に賤母発電所が竣工した。木曽電気製鉄の後身大同電力によっても発電所建設が続けられ、1923年（大正12年）までに読書発電所など3つの発電所が新設されている。さらに1924年（大正13年）、日本で最初の本格的ダム式発電所である大井発電所（大井ダム）が完成した。
1924年（大正13年）8月、完成した大井ダムが貯水を始めると、木曽川ではある問題が発生する。当時、大井ダムの下流側には木津用水・宮田用水・佐屋川用水の3つの農業用水があった（1929年（昭和2年）羽島用水が完成し4つとなる）が、渇水期にこれら農業用水での取水が困難になったのである。これは、深夜など発電が不要な時間帯にダムへと貯水し、発電時にダムから放流する、というダムの流量調節に伴いダム下流側において毎日の流量変化が大きくなったことにより生じた。特に大量の取水をする宮田用水への影響が大きく、同用水の下流地帯では水不足を原因とする水争いが頻発したという。
翌1925年（大正14年）になっても各用水の取水地点における水位変動が大きいため、同じく水位変動による影響を受けていた犬山付近の川舟や漁業の組合とも共同して、木津・宮田・佐屋川の各用水組合は愛知県土木課長の立会いの下、大同電力との交渉を開始する。その結果、取水設備の改修費を会社側が半額負担すること、設備を改修しても灌漑に支障が出る場合はダムの放水を調整して支障を来たさぬよう努めることが取り決められた。しかしその後も灌漑期の水位変動や工事費の負担をめぐる用水組合と大同電力とのトラブルは続き、1930年（昭和5年）には木津・宮田両用水における工事費の負担を大同電力が拒否したため、2つの用水組合と会社側の紛争が再燃、組合側がダムの流量調節の停止を命令するよう政府などへ陳情する事態となった。愛知県が調停役とする用水組合と大同電力との協議の結果、費用負担は従前通りとすること、灌漑期間中は常に水位調節に腐心すべきこと、という組合側の主張を会社側が認め、この紛争は沈静化した。

### 逆調整ダム計画の具体化
上流ダムによる流量調節の結果生じる下流への影響を抑えるために大同電力が計画したのが、河川流量を自然の状態となるよう放水する逆調整ダムの建設である。逆調整発電所の建設は、木津・宮田両用水組合も1933年（昭和8年）に国や県へ陳情するなどその実現を求めていた。
昭和のはじめ、大同電力は飛騨川合流点直前における逆調整発電所「今渡第二発電所」を計画し、その建設許可を申請した。一方、当時飛騨川開発を手がけていた東邦電力（名古屋電灯の後身）は木曽川・飛騨川合流点直上の飛騨川方に逆調整発電所「森山第二発電所」を計画し、その建設許可を取得した。かくして木曽川・飛騨川合流点付近に2つの逆調整発電所が計画されたが、どちらも不況による電力の過剰から計画中止状態となっていた。
停滞する逆調整発電所計画に対し、大同電力と用水組合の対立が続く中でその対策を講ずる必要に迫られた内務省と岐阜県当局は、2つの逆調整発電所計画を合同するよう両社に慫慂した。これを受けて大同電力・東邦電力は協議を進め、大同からは今渡第二発電所、東邦からは森山第二発電所の水利権をそれぞれ提供し、新会社を共同で設立した上で木曽川・飛騨川合流点直下にダムを築造し共同逆調整発電所「今渡発電所」を建設することとなった。1933年（昭和8年）5月、今渡発電所の水利使用許可を申請し、1935年（昭和10年）4月にその許可を取得した。

### 愛岐水力設立とダムの竣工

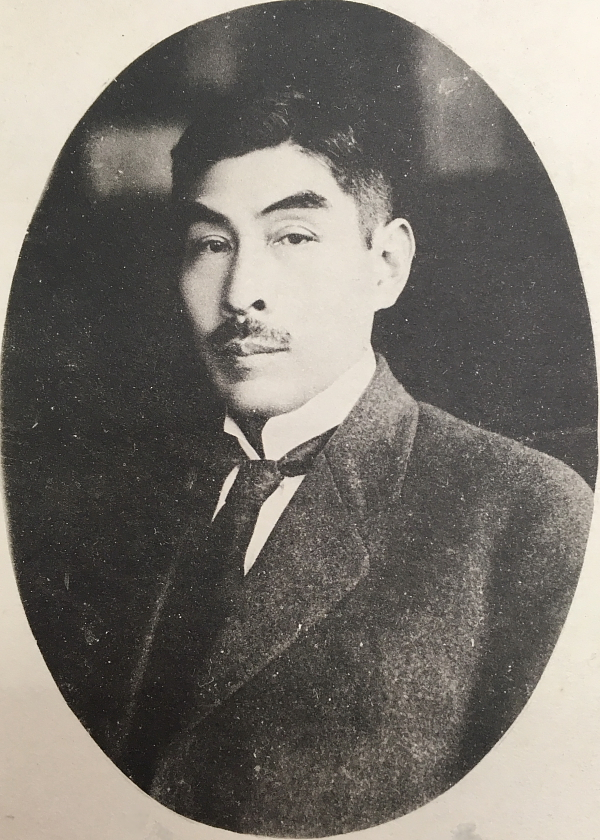
愛岐水力初代社長松永安左エ門

水利権の許可取得後の1935年（昭和10年）7月20日、資本金500万円、大同電力・東邦電力の折半出資にて「愛岐水力株式会社」が設立された。初代社長には東邦電力社長の松永安左エ門が就任し、以降は1年ごとに大同側・東邦側交代で務めることとなった。また発電所の完成後は発生電力を2分割し両社同一条件にて受電すると定めた。本社は東京市麹町区丸ノ内1丁目6番地に置かれた。
着工準備ができた今渡発電所（今渡ダム）であったが、今度は舟運・流筏・玉石採取・漁業などの業者から生活を脅かすとして猛烈な反対運動が発生し、用水組合からも逆調整に疑念を抱くとして了解が得られなかった。岐阜県・愛知県当局の調停により1936年（昭和11年）6月着工に漕ぎ着ける。工事中の洪水被害や、日中戦争による人的・物的影響が工事の障害となるも、1938年（昭和13年）12月末をもって工事は終結した。土木工事請負業者は間組である。
今渡ダム工事中の1936年、大井ダムとの中間に笠置ダム（笠置発電所）が建設された。これに伴い大同電力は1937年（昭和12年）4月、灌漑期間中は笠置ダムの水量調節を停止し、ダムに達する全水量を均等に放流することとしたため、以後用水組合に対する寄付（施設改良工事費の負担）を打ち切るという旨を通告した。この一件で大同電力に対する特に宮田用水組合の不信が強まり、今渡ダムが完成して仮貯水を始める段階になると、同組合は愛知県に対しダム操作規定に組合の主張が反映されなければダムの操業を拒否するよう要望している。今渡発電所の運転開始は1939年（昭和14年）3月であるが、『大同電力株式会社沿革史』によれば「下流用水問題」に関連して運転開始が若干遅延したという。

### ダム建設に伴う補償

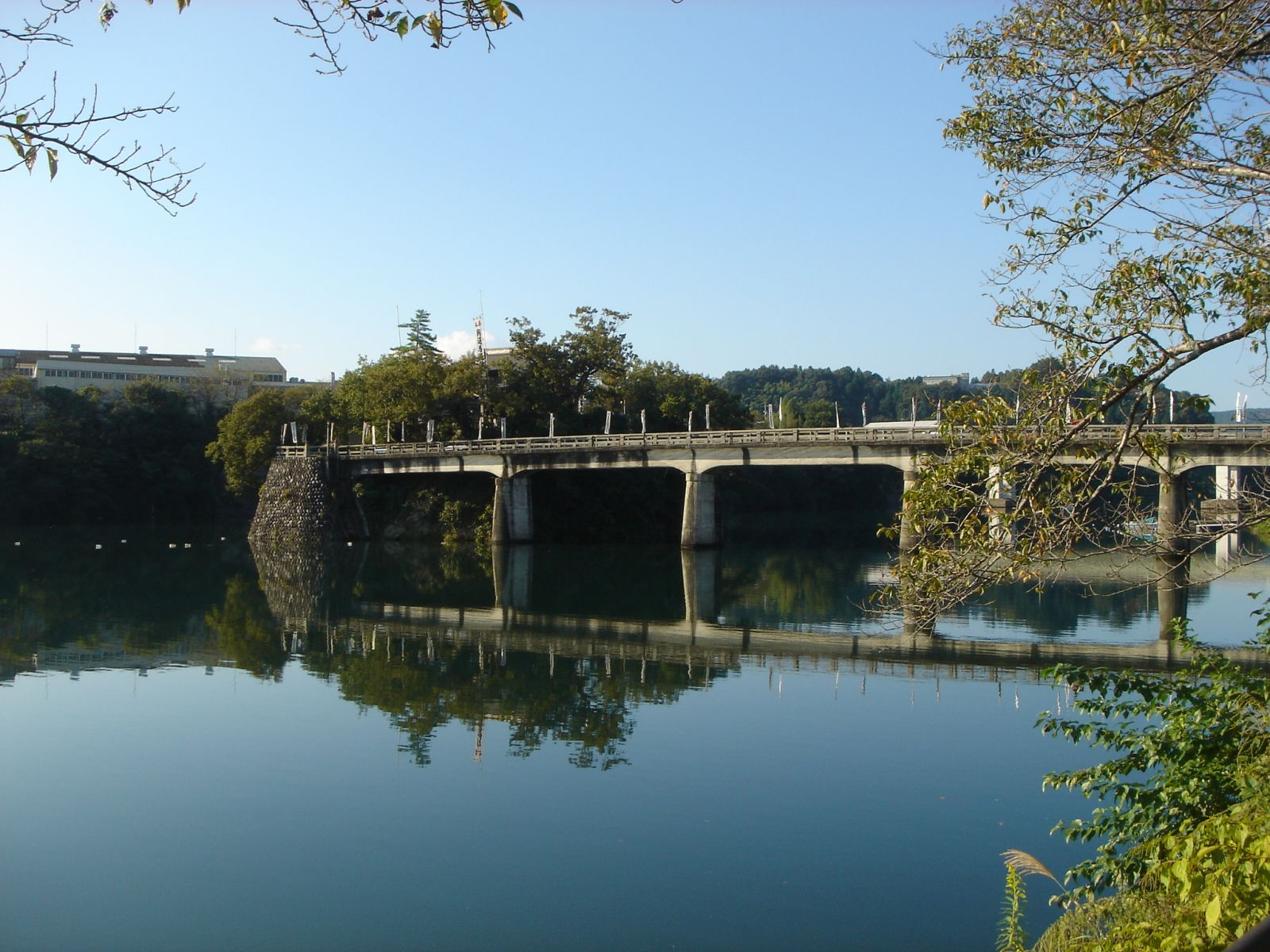
ダム湛水区域内にある小山寺（小山観音）

宮田用水組合と電力会社の対立はダム完成後も続いたが、1942年（昭和17年）5月、内務省名古屋土木出張所の仲介によりダム操作規定について両者が了解点に達し、加えて電力会社側（後述の通りこの時点では愛岐水力ではなく日本発送電）が宮田用水組合に10万円を寄付してこの問題は解決した。この問題以外にも、砂鉱業権や下流船運などの問題があったが、買収または補償などの方法で処理されている。
ダム建設に伴う浸水区域内については電力会社側ですべて買収、人家や水車なども一切移転補償によって解決された。また小山寺（小山観音）がダム湖に孤立してしまうため、左岸の小山集落との間に橋を架けている。

## ダムの構造

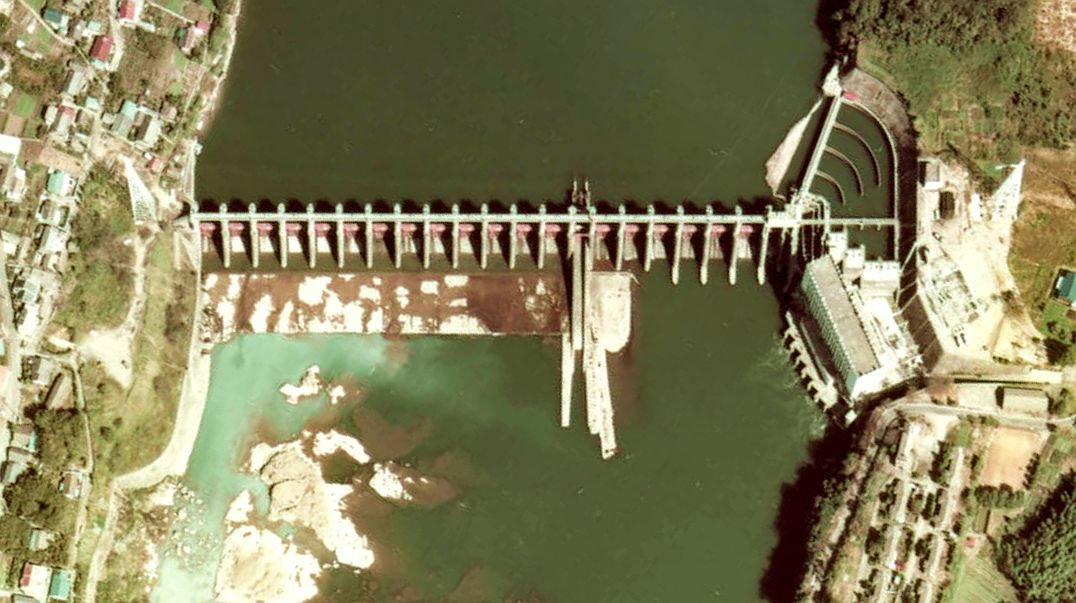
1975年（昭和50年）撮影の今渡ダム航空写真。右手（左岸側）に今渡発電所があるが、反対側の美濃川合発電所は建設前。

堤体
今渡ダムの形式は、越流・直線型重力式コンクリートダムである。木曽川を横断しており、上流側から見て左岸は岐阜県可児郡今渡町大字今渡字西野、右岸は加茂郡古井町大字下古井字赤池飛地に位置する（所在地はいずれも建設当時）。
堤高（基礎岩盤からの最大高さ）は34.3メートル、堤頂長（頂上部長さ）は308.0メートル、堤体積（ダム堤体の体積）は10.1万立方メートル。上流側がほぼ垂直の断面であり、天端部の幅8.8メートルに対し接地部の最大幅は25.695メートルである。天端部分は基礎岩盤から33.4メートルの高さにあり、その標高83.3メートルに対し、満水位は70.5メートルに達する。
ゲート
ダムには、上下に開閉するローラーゲートが計20門設置されている。うち19門は排水ゲートで、径間12メートル・高さ9メートル。残る1門は径間6.8メートル・高さ11メートルの排砂ゲートである。いずれも石川島造船所（現・IHI）製。
附帯設備
左岸から数えて8径間目の位置にインクライン付きの舟運路が構築されている。この部分はセクターゲートで開閉する。またダム両岸に魚道が設けられている。左岸のものはダム建設当初に、右岸のものは美濃川合発電所建設時に設置されたもの。
ダムによる調整池
ダムによって形成される調整池の総貯水容量は947万200立方メートル。うち利用水深3メートル以内の有効貯水容量は392万2200立方メートルである。また湛水面積は1.5平方キロメートルに及ぶ（数字は2008年（平成20年）3月末時点）。なお竣工当初の総容量は677万2900立方メートルであった。

## 発電所
発電所はダム左岸・南側に今渡発電所（北緯35度26分23.3秒 東経137度2分44.5秒 / 北緯35.439806度 東経137.045694度）、右岸・北側に美濃川合発電所がある（北緯35度26分33.1秒 東経137度2分36.7秒 / 北緯35.442528度 東経137.043528度）。

### 今渡発電所

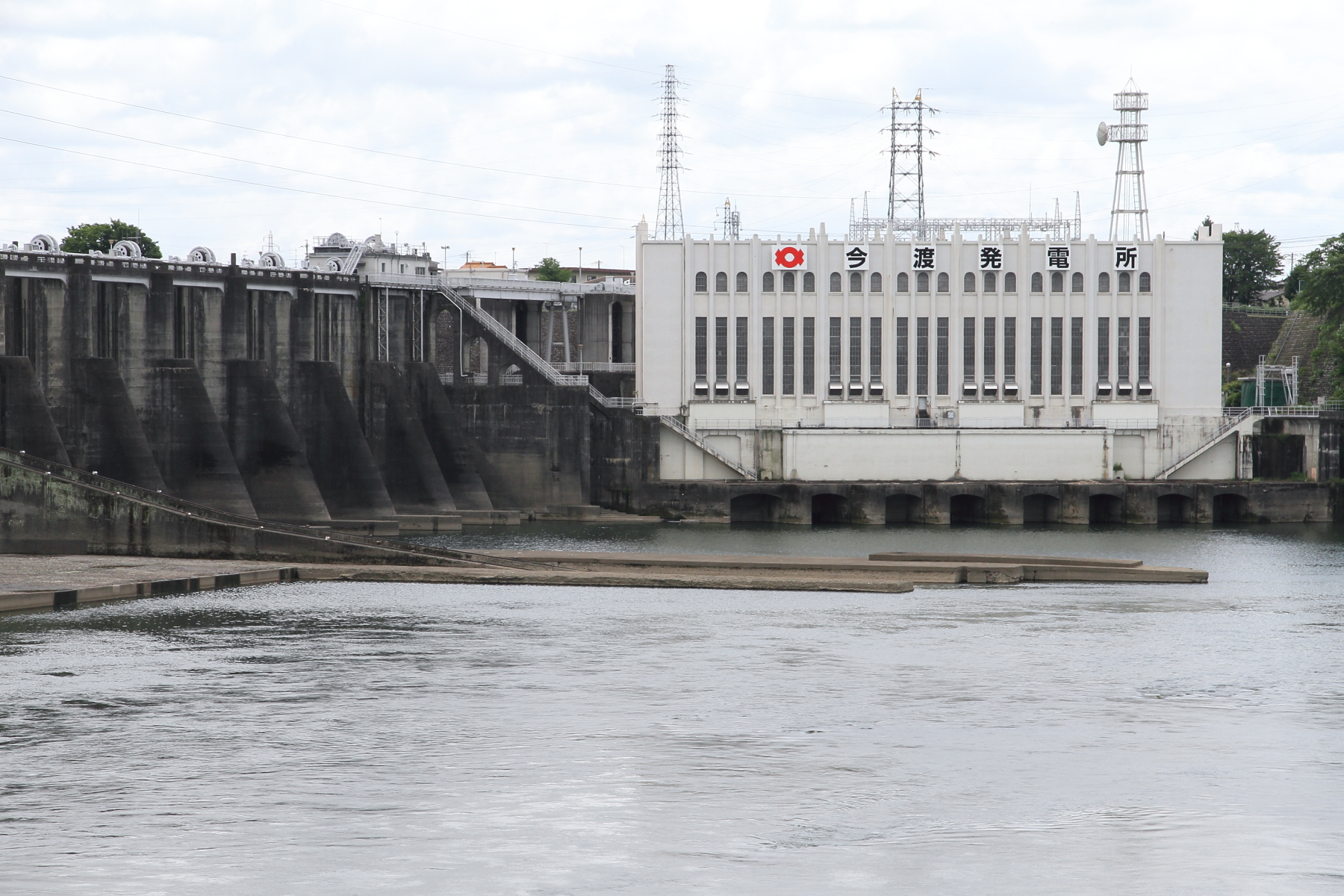
今渡発電所

今渡ダム左岸に位置する関西電力今渡発電所は、最大出力2万キロワットのダム式水力発電所である。同発電所がダム建設時から運転するものであり、1939年（昭和14年）3月27日に竣工した。
ダム左岸の取水口に接して水槽があり、そこから地下埋設の水圧鉄管4条で水車発電機へ導水する。使用水量は最大出力時200立方メートル毎秒で、この場合有効落差は12.21メートルである。水車は縦軸カプラン水車（可動翼プロペラ水車）を4台設置。発電機は縦軸三相交流機4台で、容量6250キロボルトアンペア・電圧1万1000ボルト。周波数は60ヘルツが採用された。水車・発電機および変圧器は日立製作所製で揃えられている。なお発電所本館建物は平屋の発電機室と2階建ての配電盤室から成る。
前述の通り今渡発電所は愛岐水力によって建設されたが、電力国家管理の実施に伴い1941年（昭和16年）5月日本発送電株式会社法第4条による日本発送電への出資命令が下り、同年10月1日付で出資設備評価額1012万1861円にて日本発送電へと継承された（同日愛岐水力は会社解散）。さらに太平洋戦争後の電気事業再編成（1951年（昭和26年）5月1日実施）に伴い、ほかの木曽川の発電所とともに供給区域外だが関西電力に引き継がれている。

### 美濃川合発電所

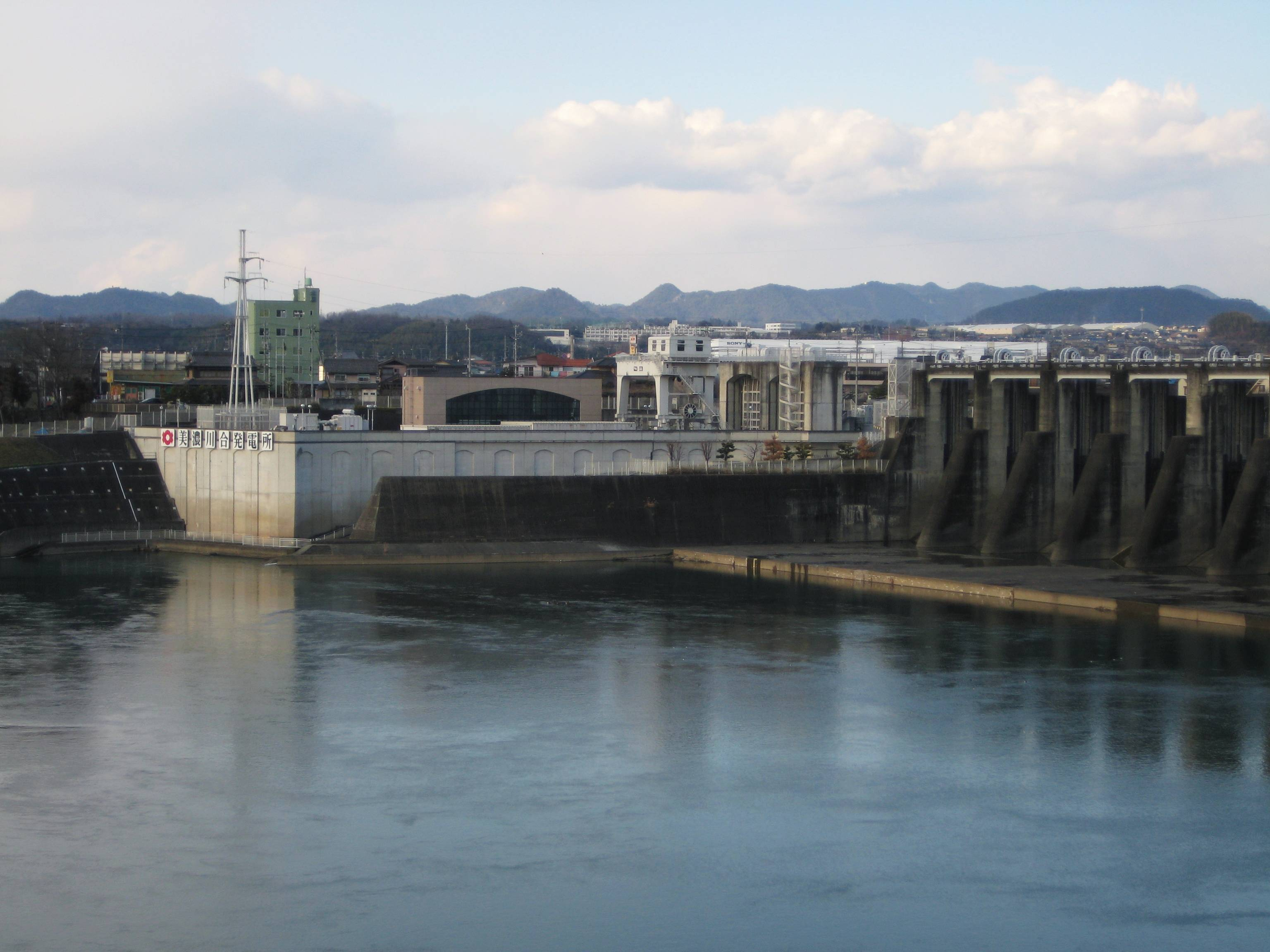
美濃川合発電所

今渡ダム右岸に位置する関西電力美濃川合発電所は、ゲートから放流するため発電に用いていなかった水量（年間180日程度のゲート放流が生じていた）を活用すべく計画された発電所で、1995年（平成7年）5月24日に運転を開始した。ダム式発電所であり最大出力は2万3400キロワットで運転されている。
使用水量は最大で220立方メートル毎秒、有効落差は12.36メートル。低落差のため横軸バルブ水車（円筒形可動羽根プロペラ水車）を採用しており、1978年（昭和53年）に関西電力赤尾発電所（富山県）に納入して以来大容量バルブ水車を製作した実績のある富士電機が発電機とともに製作・納入している。発電機は容量2万6000キロボルトアンペア・電圧6万6000ボルトの横軸三相同期発電機を設置する。発電所建屋は半地下式で建設された。

### 文献
- 入江士（編）『飛騨川水力開発史』東邦電力、1939年。
- 関西地方電気事業百年史編纂委員会（編）『関西地方電気事業百年史』関西地方電気事業百年史編纂委員会、1987年。
- 大同電力社史編纂事務所（編）『大同電力株式会社沿革史』大同電力社史編纂事務所、1941年。
- 東邦電力史編纂委員会（編）『東邦電力史』東邦電力史刊行会、1962年。
- 『ダム年鑑2017』一般社団法人日本ダム協会、2017年。
- 『日本発送電社史』 技術編、日本発送電株式会社解散記念事業委員会、1954年。
- 『日本発送電社史』 業務編、日本発送電株式会社解散記念事業委員会、1955年。
- 宮田用水土地改良区（編）『新編宮田用水史』宮田用水土地改良区、1988年。

### 記事
- 大田宏・須永政孝・並木尚紀「関西電力（株）美濃川合発電所バルブ水車・発電機」『富士時報』第68巻第10号、富士電機、1995年10月、39-43頁。
- 関西電力東海支社今渡電力所「木曽川からの保守だより」『電力土木』第264号、電力土木技術協会、1996年7月、115-118頁。
- 工藤アキヒコ・村上英博・波多野憲「美濃川合水力発電所の設計と施工」『電力土木』第253号、電力土木技術協会、1994年9月、93-101頁。